# Parti de la nouvelle démocratie
Le Parti de la nouvelle démocratie (en portugais Partido da Nova Democracia, pron. API : /pɐɾ'tidu dɐ 'nɔvɐ dɨmukɾɐ'siɐ/) est un parti politique libéral et conservateur du Portugal actif de 2003 à 2015. Son nom est souvent abrégé en Nova Democracia.
Il fait partie du parti politique européen : EUDemocrats - Alliance pour une Europe des Démocraties.

## Historique
Le Parti de la Nouvelle Démocratie a été fondé en 2003 par Manuel Monteiro à la suite de son départ du Parti populaire (CDS–PP). Il a tenu son premier congrès à Vila Nova de Famalicão en octobre 2003.

## Résultats électoraux

### Assemblée de la République
| Année | Voix   | %   | Rang | Sièges  |
| ----- | ------ | --- | ---- | ------- |
| 2005  | 40 358 | 0,7 | 7e   | 0 / 230 |
| 2009  | 21 876 | 0,4 | 8e   | 0 / 230 |
| 2011  | 11 806 | 0,2 | 13e  | 0 / 230 |

### Présidence de la République
| Année de l'élection | Voix    | %   | Rang |
| ------------------- | ------- | --- | ---- |
| 2011                | 189 918 | 4,5 | 5e   |

### Parlement européen
| Année de l'élection | Voix               | %                  | Rang               | Sièges             | Groupe             |
| ------------------- | ------------------ | ------------------ | ------------------ | ------------------ | ------------------ |
| 2004                | 33 833             | 1,0                | 6e                 | 0 / 24             |                    |
| 2009                | ne se présente pas | ne se présente pas | ne se présente pas | ne se présente pas | ne se présente pas |
| 2014                | 23 082             | 0,7                | 9e                 | 0 / 21             |                    |